# Рабаданов, Назир Рагимович
Назир Рагимович Рабаданов (18 июля 1989, Дагестанская АССР) — российский биатлонист, призёр чемпионата России, чемпион Европы среди юниоров. Мастер спорта России.

## Биография
Воспитанник биатлонной секции города Урай. На внутренних соревнованиях представлял Ханты-Мансийский автономный округ и спортивное общество Вооружённых сил. Тренеры — А. Ф. Мельчаков, С. А. Алтухов.
Неоднократный призёр всероссийских отборочных соревнований и чемпионатов России среди юниоров, в том числе — чемпион в гонке преследования и серебряный призёр в спринте первенства России 2008 года; бронзовый призёр первенства России 2010 года в спринте; бронзовый призёр первенства России по летнему биатлону 2008 года в индивидуальной гонке.
В 2009 году на чемпионате Европы среди юниоров в Уфе стал чемпионом в эстафете в составе сборной России, а также завоевал бронзовую медаль в индивидуальной гонке. В 2010 году на чемпионате мира среди 21-летних в шведском Турсбю стал бронзовым призёром в эстафете и занял 15-е место в индивидуальной гонке.
На взрослом уровне в 2009 году завоевал серебряную медаль чемпионата России в смешанной эстафете в составе сборной ХМАО.
В начале 2010-х годов завершил профессиональную карьеру. Принимает участие в любительских соревнованиях в г. Урае.